# Mitromorpha haycocki
Mitromorpha haycocki is een slakkensoort uit de familie van de Mitromorphidae. De wetenschappelijke naam van de soort is voor het eerst geldig gepubliceerd in 1911 door Dall & Bartsch.